# De Laatste Afstammelingen
De Laatste Afstammelingen (Engels: The Last Descendants) is een epische fantasyserie geschreven door de Britse schrijfster Catherine Banner en gepubliceerd door Random House. Het eerste boek schreef Banner toen ze pas 14 jaar oud was. Twee jaar later publiceerde ze het en werd Ogen van de Koning werkelijkheid. Het tweede boek, Macht van de Koning verscheen op 22 september 2009.

## Inhoud
De boeken vertellen het verhaal van Leonard (Leo) Noord uit de wereld van Malonia. Hij zit op de militaire school en woont met zijn broertje Stirling bij zijn grootmoeder. Hij onderdrukt zijn magische krachten, want deze talenten worden door de regering gezien als een grote bedreiging.
Op en dag vindt Leo een vreemd boek zonder tekst. Maar hoe langer Leo het boek bij zich houdt, hoe meer geschreven tekst erin verschijnt. Het vertelt het verhaal van twee tieners, Ryan en Anna, die in Engeland wonen, een plaats die Leo enkel kent uit sprookjes en hardnekkige geruchten.
Wanneer Leo's broertje Stirling plotseling ziek wordt begint hij steeds vaker zijn greep op de werkelijkheid te verliezen. Het verhaal van Ryan en Anna neemt hem totaal in beslag...

## Boeken
- 2008 - Ogen van de Koning
- 2009 - Macht van de Koning
- 2010 - Val van de Koning